# Каплиця Марії Магдалини (Гриньки)
Каплиця Марії Магдалини в Гриньках — пам'ятка архітектури місцевого значення в селі Гриньках Тернопільської области України.

## Відомості
У 1853—1857 рр. тривало будівництво дерев'яної каплиці, в якій священники проводили богослужіння. Розташовувалася на території панського цвинтаря.
У 1956 р. святиню розібрано через незадовільний стан. Згодом на тому ж місці зведено нову каплицю.